# تكناف
تكناف
مدينة تقع في جنوب جمهورية بنجلاديش في حدود مينمار (بورما), يفصل بين حدودين بحر جهة فيها عذب وجهة أخرى ماء مالح التي تصل بمحيط الهندي، هذه المدينة مركز لكل من تجار مينمار (بورما)و العرب سابقا مثل اليمن وعمان وغيرهم، وعاش فيها بعض من المينمارين وقبائل العرب حتى يتم تجارتهم جيدا، وفي هذه المدينة قرية كثيرة كالأتي:- أوفوزيلا - ميرافانيسارا - داركاسسورا - لينغوربيل - اولياباد - غودار بيل - كوارفارا - سابرانغ - نيلا - شافوديف - نوافارا - ومن أهمهم قرية جاليافارا التي تقع في مركز المدينة بين الأسواق تكناف الشهيرة وفي هذه القرية جامع كبير سميت بجامع الأحمدبة التي بناها عمدة القرية السيد أحمد شيكدار وهذه الجامع فيها مدرسة إسلامية، ويليها مقبرة صغيرة التي تدفن فيها عائلة العمدة مالي شيكدار جد الأول لسيد العمدة أحمد شيكدار، وهذا رجل التي أسس هذه القرية التي سميت بجاليافارا كان اسمها القديم في أواخر 1700 للميلاد باسم شيكدارفارا التي تغيرت باسم جاليافارا بعد ذلك لأن بعض الصيادون من مينمار (بورما) سكنوا فيها، وبعد أن توفي عمدة القرية السيد مالي شيكدار حكمهم إبنه عبد الله شيكدار، وبعد ذلك تولى الحكم أحمد ابن عبد الله شيكدار وكان عنده أربعة أبناء أكبرهم ادريس - الياس - أبوالكلام - أبوجلال، بعد أن توفي أبوهم العمدة أحمد شيكدار دار بين أبناء أحمد شيكدار مع أعمامهم اختلافات ثم انتقل الحكم إلى شخص أخر من العائلة، وتفرقوا أبناء أحمد شيكدار بعد ذلك، عاشوا منهم أخوان في القرية والأخران منهم هاجروا مع أهل بيتهم إلى شبه جزيرة العربية منهم الياس وأبوالكلام الذي عاشوا في الإمارات العربية المتحدة وثم رحل منهم الياس إلى بلده، وعاش أبوالكلام سنوات طويلة مع أبنائه الأربعة مختار - زهير - جهانكير - محمد، وبعد سنوات طويلة رحلوا جميعا إلى موطنهم الحقيقي تكناف، إلا شخصين أبناء جهانكير الشاعر فيصل ومأمون الذين ما زال يعيشون في الغربة عن موطنهم الحقيقي، الاديب والشاعر فيصل تكنافي الذي سمي على عائلته باسم أخر وهي تكنافي التي جاء من اسم تكناف.